# Shirin Neshat
Shirin Neshat (شیرین نشاط} (Qazvin, 26 maart 1957) is een Iraans fotografe en kunstenaar die vooral bekendheid verwierf door haar film-, video- en fotowerk. In haar kunst benadrukt ze contrasten tussen de Islam en het Westen, mannelijkheid en vrouwelijkheid, publiek en privé, oudheid en moderniteit, en het overbruggen van de afstand tussen deze subjecten.